# HC Wacker München
Der HC Wacker München (kurz HCW oder HC Wacker, vollständig: Hockey Club Wacker München) ist ein Hockey- und Tennis-Verein aus Untersendling im Süden Münchens. Er entstand aus der 1911 gegründeten Hockeyabteilung des 1890 gegründete Sport-Club Monachia München. Seit 1934 hat der Club sein Vereinsgelände an der Brüdermühlstraße. Es umfasst einen Hockey-Kunstrasen- und einen Hockey-Naturrasenplatz, sechs Tennissandplätze und eine Tennishalle mit drei Plätzen.

## Hockeyabteilung

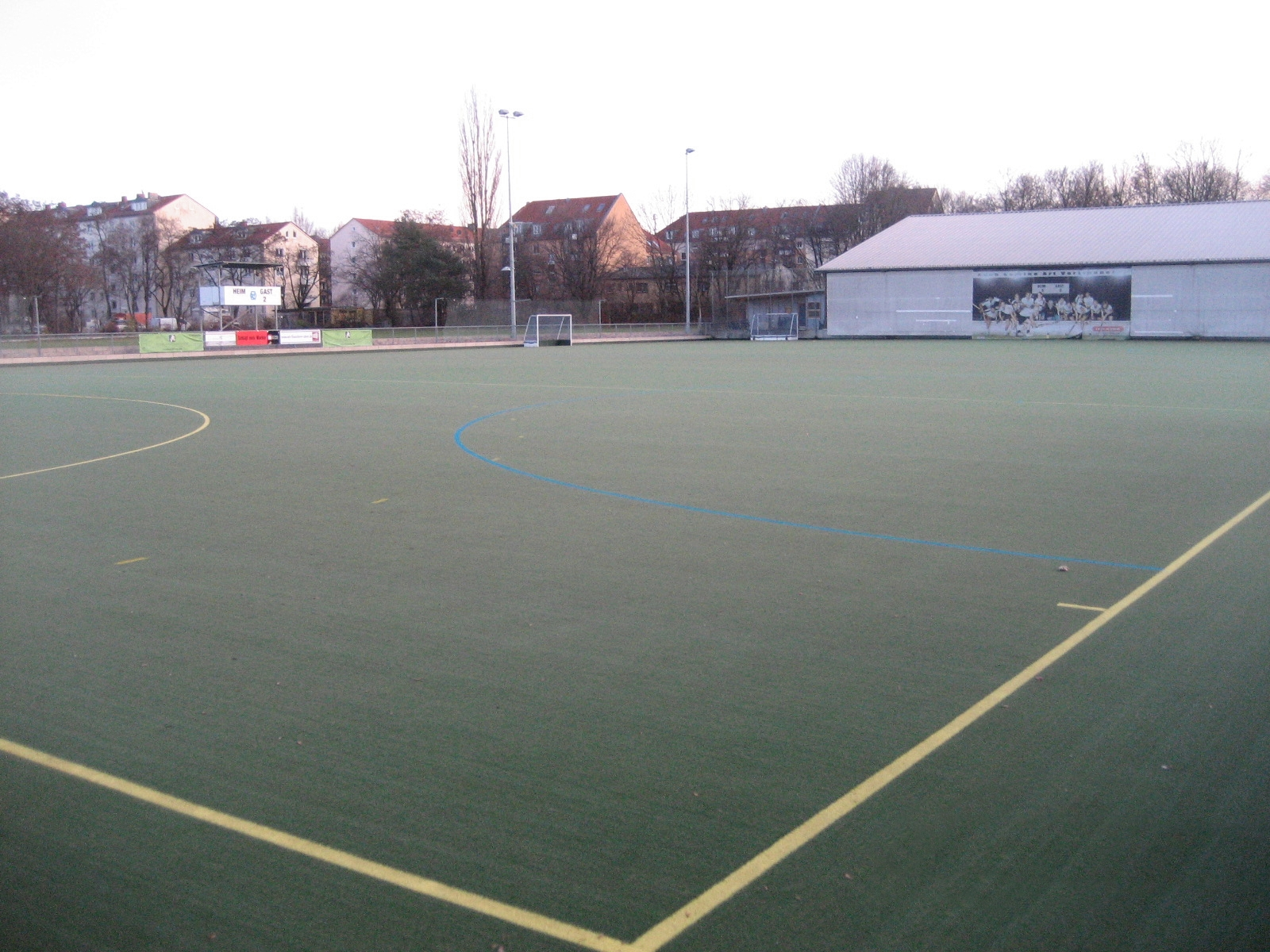
Kunstrasen des HCW

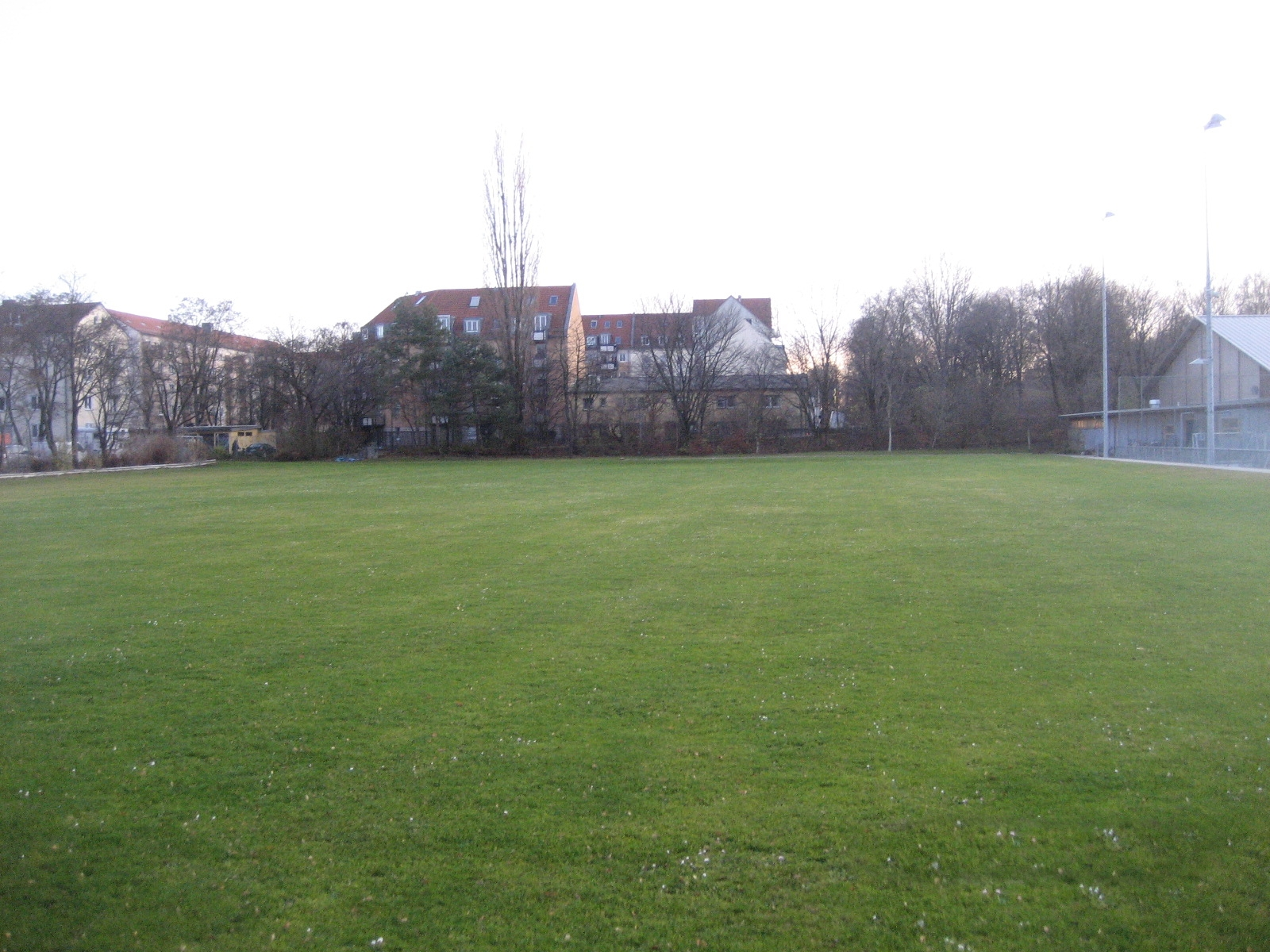
Naturrasen des HCW

Die Hockeyabteilung hat rund 450 Mitglieder, davon etwa 250 Jugendliche. Die 1. Mannschaft der Herren spielt auf dem Feld in der 2. Regionalliga Süd und in der Halle in der Oberliga. Weiter existieren im Herrenbereich noch zwei weitere Mannschaften im Meisterschaftsbetrieb und zwei Seniorenteams. Die 1. Mannschaft der Damen ist Mitglied der Feldhockey Oberliga. In der Halle spielt die Mannschaft ebenfalls in der 2. Regionalliga Süd. Ein weiteres Damenteam sowie eine Seniorinnenmannschaft komplettieren den Damenbereich. In der Jugend stellt der HC Wacker 26 Mannschaften. Der größte Erfolg der letzten Jahre gelang den Mädchen B in der Feldsaison mit der Bayerischen Meisterschaft. Des Weiteren werden für die Jugend Feriencamps angeboten.

### Hockey-Mannschaften
| - 1. Damen - 2. Damen - Seniorinnen („Schnecken“) - 1. Herren - 2. Herren - 3. Herren - Senioren („Avivos“) - Elternhockey („HC Rundschlag“) | - weibliche Jugend A - weibliche Jugend B - männliche Jugend A - männliche Jugend B | - Mädchen A - Mädchen B - Mädchen C - Mädchen D - Knaben A - Knaben B - Knaben C - Knaben D - Minis |

## Nationalspieler und Nationalspielerinnen des HC Wacker München
| Herren           | Zeitraum | Anzahl Spiele | Damen | Zeitraum | Anzahl Spiele |
| ---------------- | -------- | ------------- | ----- | -------- | ------------- |
| Otto Lieglein    | 1924     | 1             |       |          |               |
| Rolf Rothkopf    | 1939–41  | 3             |       |          |               |
| Franz Schmid     | 1941     | 1             |       |          |               |
| Hans Pöppl       | 1941–42  | 2             |       |          |               |
| Werner Rosenbaum | 1951–59  | 43            |       |          |               |
| Eberhard Ferstl  | 1956–64  | 65            |       |          |               |
| Bernd Döllein    | 1970     | 2             |       |          |               |

## Tennisabteilung

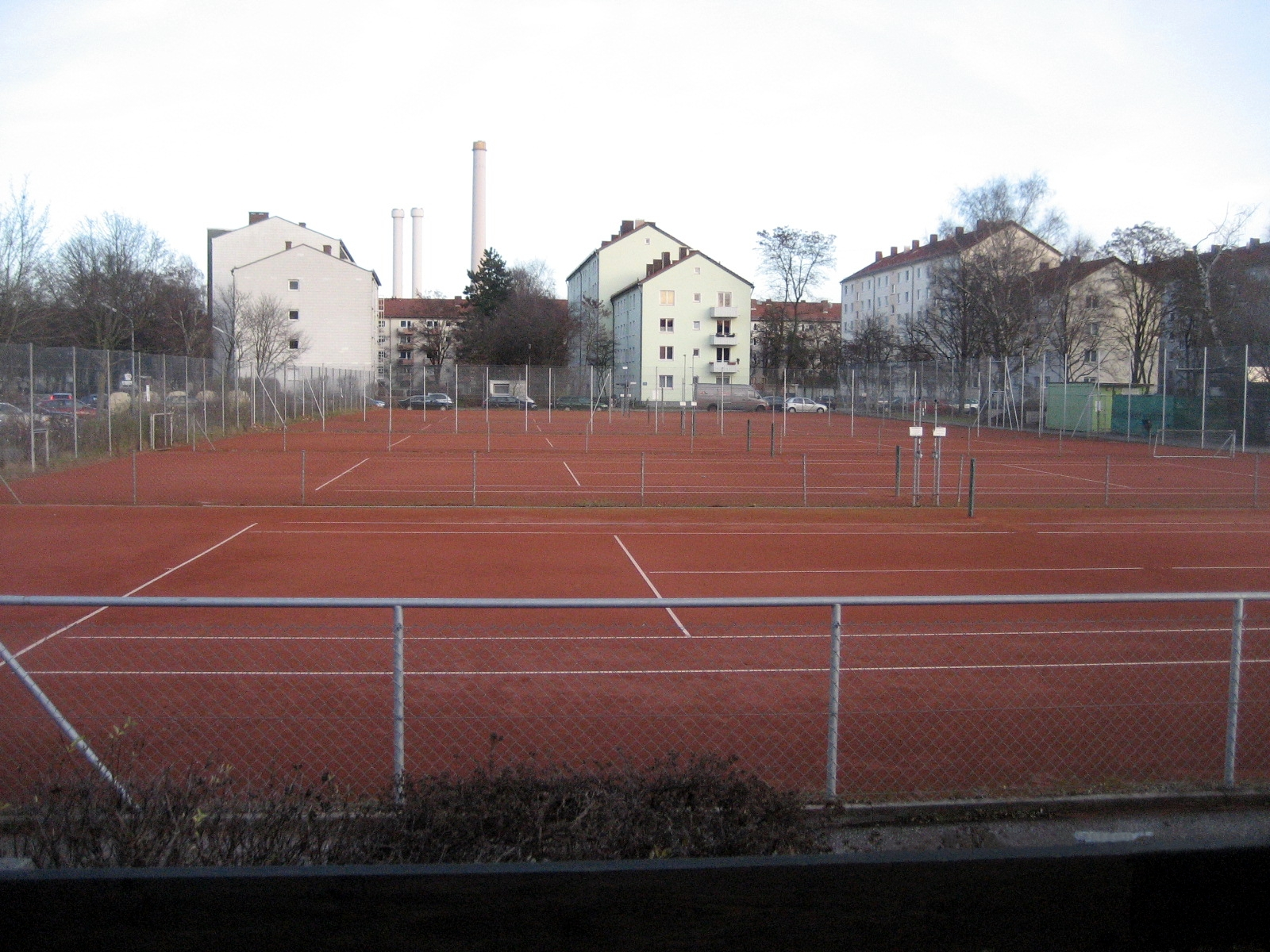
Tennisplatz des HCW

Die Tennisabteilung umfasst rund 300 Mitglieder, davon etwa 115 Kinder und Jugendliche, die in acht Erwachsenen- und sieben Jugendmannschaften spielen.